# Iságoras
Iságoras (en griego antiguo, Ἰσαγόρας), hijo de Tisandro, fue un aristócrata ateniense de finales del siglo VI a. C.
Permaneció en Atenas durante la tiranía de Hipias, pero después de su derrocamiento, se ve en una disputa por el poder con Clístenes.
Tras el fin de la tiranía es muy posible que, al principio, las luchas entre Clístenes e Iságoras fueran exclusivamente aristocráticas .Las diferencias estribarían, teniendo como meta la constitución de una oligarquía, en el mayor o menor impulso que se pretendiera dar a la evolución pòpular que, durante la tiranía de los Pisistrátidas, había experimentado la sociedad ateniense. Iságoras representaría a la facción aristocrática más conservadora y Clístenes a la más reformista.
En el año 508 a. C. fue elegido arconte epónimo,  pero Clístenes se opuso a él con el apoyo de la mayoría de la población. Iságoras pidió ayuda al rey espartano Cleómenes I, un viejo amigo quien anteriormente habría sido bien recibido por Iságoras. Cleómenes era huésped, xénos, de Iságoras con quien contrajo vínculos de hospitalidad, según Heródoto.
Los partidarios de Clístenes ofrecieron resistencia y atraparon a Iságoras y Cleómenes en la Acrópolis durante dos días. Al tercer día hicieron una tregua y les permitieron escapar, pero ejecutaron a 300 partidarios de Iságoras. Clístenes volvió a la ciudad y se convirtió en arconte. Cleómenes trató de conseguir la tiranía para Iságoras en 506 a. C. 